# Ekkehard Ramm
Ekkehard Ramm (Osnabruque, 3 de outubro de 1940) é um engenheiro civil alemão.
Obteve o grau de engenheiro civil na Universidade de Stuttgart em 1966, onde obteve o doutorado em 1972. De 1972 a 1973 fez um pós-doutorado na Universidade da Califórnia em Berkeley. Após a habilitação em 1976 foi professor associado no Institut für Baustatik da Universidade de Stuttgart, onde foi professor pleno de 1983 a 2006 e chefe do Institute of Structural Mechanics. Em 2008 tornou-se membro da Academia Nacional de Engenharia dos Estados Unidos.